# نجفی
نجفی، منسوب به نجف است. همچنین، می‌تواند به موارد زیر اشاره کند:
- شاهین نجفی خواننده و ترانه‌سرا راک و رپ و فعال سیاسی مشروطه خواه
- آیت نجفی، کارگردان تئاتر و سینما، فیلم‌نامه‌نویس و نمایش‌نامه‌نویس
- ابوالحسن نجفی، زبان‌شناس و مترجم
- احمد نجفی، بازیگر سینما
- حسین نجفی، وزیر اسبق دادگستری و دادستان کل اسبق ایران
- حمیدرضا نجفی، نویسنده و مترجم
- رسول نجفی (بازیکن والیبال)، بازیکن والیبال
- رضا نجفی، نمایندهٔ دائم پیشین ایران در دفتر سازمان ملل متحد در وین و نمایندهٔ ایران در آژانس بین‌المللی انرژی اتمی
- سارا نجفی، موسیقی‌دان، نوازندهٔ پیانو و آهنگ‌ساز
- سید شهاب‌الدین مرعشی نجفی، از فقها و مراجع تقلید شیعه
- سید محمدعلی نجفی یزدی، فقیه شیعه
- سید محمود مرعشی نجفی، کتابدار و نسخه‌شناس، فرزند سید شهاب‌الدین مرعشی نجفی
- شاهین نجفی، خوانندهٔ رپ فارسی
- شیخ محسن آقا نجفی قزوینی، فقیه شیعه
- شاهین  نجفی متولد تهران / ساکن بوشهرایران، هنرمند منتقد و ژورنالیست، ، بازیگر و نمایش‌نامه‌نویس، فیلم‌نامه‌نویس و کارگردان سینما، تلویزیون و تئاتر. دکترای مدیریت رسانه متخصص زیبایی شناسی و پژوهشگر بینارشته ای و مدرس
- صالح نجفی، پژوهشگر فلسفه و سیاست، مترجم و ویراستار آثار فلسفی
- عبدالعلی نجفی، از فرماندهان سپاه
- عبدالله نجفی، از فرماندهان ارتش ایران و فرمانده نیروی زمینی ارتش جمهوری اسلامی ایران (۱۸ اردیبهشت ۱۳۷۰ – ۳ آبان ۱۳۷۳)
- علی نجفی (علی نجفی خوشرودی)، دیپلمات، نمایندهٔ بابل در دورهٔ دهم مجلس شورای اسلامی، سفیر سابق ایران در قرقیزستان
- فرهاد نجفی، کارگردان، فیلم‌نامه‌نویس، تهیه‌کننده و مدیر جلوه‌های ویژه
- فریدون نجفی (نجفی بختیاری)، کارگردان سینما و فیلم‌نامه‌نویس
- قدرت‌الله نجفی، نمایندهٔ حوزهٔ شهرضا، استان اصفهان، در مجالس اول و پنجم شورای اسلامی
- قربان نجفی، بازیگر سینما و تلویزیون
- محمدباقر نجفی اصفهانی (مسجدشاهی)، فقیه شیعه
- محمدحسن نجفی، فقیه شیعه
- محمدعلی نجفی (سیاستمدار زاده ۱۳۳۰)، سیاستمدار، وزیر و شهردار سابق تهران، و از بنیان‌گذاران حزب کارگزاران سازندگی
- محمدعلی نجفی (سیاستمدار زاده ۱۳۳۵)، سیاست‌مدار اعتدال‌گرا و استاندار سابق گیلان و البرز
- محمدعلی نجفی (کارگردان)، معمار، فیلم‌نامه‌نویس و کارگردان
- موسی نجفی، حقوق‌دان، پژوهشگر و مدرس دانشگاه
- یوسف نجفی، نمایندهٔ مراغه و عجب‌شیر در دورهٔ هشتم مجلس شورای اسلامی